# Айстра альпійська
А́йстра альпі́йська (Aster alpinus) — багаторічна трав'яниста рослина родини айстрових (складноцвітих).

## Походження назви
Наукова назва роду походить від грецького слова, яке в перекладі означає «зірка». Справді, суцвіття айстри нагадує красиву багатопроменеву зірку.

## Опис
Стебло коротковолосисте, 5—20 см заввишки. Листки цілісні, чергові: прикореневі при основі — звужені в черешок; стеблові — зменшені, сидячі. Кошик один, дуже рідко їх буває два, 3,5—5 см в діаметрі. Крайові квітки язичкові, фіолетові, серединні — трубчасті, жовті. Плід — сім'янка з чубком із волосків.
Цвіте у липні—серпні. Суцвіття — кошики цієї рослини особливо яскраво виділяються на фоні низькорослої альпійської рослинності і приваблюють туристів.

## Поширення
Рідкісна рослина з розірваним ареалом (занесена до Червоної книги України). Росте на вапнякових ґрунтах і скелях. Зростає на Кавказі, Південному Уралі та Алтаї. Крім того, росте в горах Середньої та Південної Європи.
В Україні зустрічається тільки на вершині гори Близниці хребта Свидовець.

## Хімічний склад
Усі частини рослини містять сапоніни. Крім цього, в кореневищах знайдено кумарини, а в траві — флавоноїди.

## Використання
Використовують суцвіття і траву.
В тибетській медицині відвар трави рекомендується при золотусі, екземі, туберкульозних лімфаденітах, кашлі й ломоті в кістках, а відвар суцвіть використовують як відхаркувальний засіб, а також при шлунково-кишкових захворюваннях і деяких хворобах шкіри.
Айстра альпійська — цінна декоративна рослина — дикий предок багатьох айстр, які поширені в культурі. У культурі з XVI ст. знищується для букетів.